# Klaus Breuing
Klaus Breuing (* 2. Juli 1951 in Wernigerode; † 8. Oktober 2021 in Neustrelitz) war ein deutscher Puppenspieler, Puppengestalter und Autor.

## Leben
Klaus Breuing kam 1951 in Wernigerode zur Welt. Seine Mutter Käthe, geborene Winkler (1925–2022), war Arzthelferin, sein Vater war der Brockenbahn-Fahrdienstleiter Walter Breuing (1928–1981). Es war eine Zwillingsgeburt, die der Bruder Wolfgang nicht überlebte. Nach dem Besuch des evangelischen Kindergartens besuchte Klaus Breuing zehn Jahre lang die Diesterweg-Oberschule und begann 1968 eine Lehre als Facharbeiter für Lebensmittelverpackungs-Maschinenbau in der Lauenstein & Co. KG, einer Fabrik, in der Pralinen-Einschlag-Automaten hergestellt wurden.
In seiner Grundschulzeit lernte er drei Jahre Violine spielen und nahm danach bei dem tschechischen Lehrer Hans Nowotny Gitarren-Unterricht. Um dem Maschinenbau zu entfliehen, begann er 1972 in der staatlichen Buchhandlung Bücherfreund am Nikolaiplatz als Außensortimenter zu arbeiten und hatte Filialen des Harzer Umlands zu beliefern.
Seinem Aussehen nach und weil er als Gitarrist in der Amateur-Band Uhrwerk spielte, trug er den der britischen Rockgruppe Dave Dee, Dozy, Beaky, Mick & Tich angelehnten Spitznamen Titch. In einem seiner für Uhrwerk verfassten Rock-Texte heißt es: Leben – nicht Marionette sein! Beweg Dich, mach Deine Poren frei! ... Zu dieser Zeit lernte er in Wernigerode den späteren Frontmann der Bluesband Engerling – Wolfram Bodag – kennen. Der Grundwehrdienst bei der Nationalen Volksarmee führte Klaus Breuing 18 Monate nach Strausberg Nord zum Stab Luftverteidigung.
Ab 1974 lebte Klaus Breuing in Ost-Berlin, zunächst in einer besetzten Hinterhaus-Wohnung in der Marienburger Straße 36. Er setzte seine schriftstellerischen Versuche fort, arbeitete als Bockwurst-Verkäufer auf dem Alexanderplatz und als Kamerakabel-Träger für das Fernsehen der DDR im alten Friedrichstadtpalast. Für die Rocksendung rund ersetzte er am 1. Dezember 1973 bei einem Auftritt der Gruppe Kreis mit ihrem Titel „Pipeline“ den erkrankten Gitarristen. Es folgten Tätigkeiten als Lampenverkäufer und Sortierer im Bananenkeller. Er besteht die Aufnahmeprüfung an der Hochschule für Musik „Hanns Eisler“ Berlin im Fach Gitarre. Nach öffentlichen Auftritten mit eigenen Liedern und Gedichten folgten eine Wohnungs-Durchsuchung und Gerichtsverhandlung mit Verhängung des sogenannten Berlin-Verbots. Erste Veröffentlichungen von Gedichten im Magazin und bei Temperamente.
Nach einer Tätigkeit als Saisonkellner in der HO-Gaststätte „Christianental“ in Wernigerode kehrte er nach Ost-Berlin zurück und arbeitete als Möbelträger im Centrum-Warenhaus. Erneute Wohnungs-Durchsuchung und Ablehnung von der Musikhochschule – Aufnahme an der Fachschule für Tanzmusik Berlin-Friedrichshain, Akt-Modell für die Kunsthochschule Berlin-Weißensee, Abbruch des Tanzmusik-Studiums nach 2½ Jahren. 1975 Bekanntschaft mit der alten in Zepernick lebenden Puppenspielerin Ilse Iwowski (Pole Poppenspäler, DEFA 1954) sowie mit der Puppenspielerin Heidi Schwieder, erste gemeinsame Puppenspielauftritte. Vorspiel an der Schauspielschule Berlin – Fachrichtung Puppenspiel. Nach bestandener Eignungsprüfung Rücknahme der Studienzulassung wegen überschrittenem Höchstalters für Direktstudenten (26 Jahre). Partnerschaft mit der Schriftstellerin Katja Lange-Müller. Musiker für die Konzert- und Gastspieldirektion Potsdam. Tätigkeiten als Hilfshausmeister im Museum für Naturkunde, Krankenpfleger in der Charité, externe Ausbildung als Puppenspieler am Elbe-Elster-Theater in der Lutherstadt Wittenberg, am Staatlichen Puppentheater Frankfurt (Oder) sowie an den Bühnen der Stadt Zwickau.
Nach einem abgebrochenen, unentdeckten Westfluchtversuch über Bulgarien-Türkei begann Klaus Breuing seine Laufbahn als Solo-Puppenspieler mit selbstverfassten Kasperstücken, selbstgestalteten Handpuppen und der Rucksackbühne „Lampion“. Gastspiele im Puppentheater Wismar, auf Hiddensee, in der Evangelische Stiftung Neinstedt und in Berliner Kindergärten und Schulen. Von 1985 bis 1988 war er Puppenspieler am Theater Anklam, danach freischaffend tätig. Eine Ehe mit der Maskenbildnerin Burga Hübbe wurde nach einem Jahre wieder geschieden. Mitarbeit in einem politischen Arbeitskreis der DDR-Bürgerbewegung im Vorwerk Zerwelin nördlich von Boitzenburg.
Klaus Breuing legte 1991 die Schankwirtsprüfung ab und baute mit Unterstützung des Architekten Gerd Pieper die eigenen Werkstatt-/Wohnräume zum Café Lampion aus – einer Nachtschwärmer-Szene-Kneipe mit Puppentheater, in der Knaackstraße 54 am Berliner Kollwitzplatz (Einweihung am 21. Oktober 1991). Zu den regelmäßigen Gästen des Lokals gehörten Architekten, Bibliothekare, Schriftsteller, Theaterleute, Dokumentarfilmer, Maler, Musiker, Restauratoren. Darunter Rainer Ahrendt, Henryk Bereska, Jochen Berg, Johannes Berger, Wolfram Bodag, Heinz Brinkmann, Peer Brüsseler, Werner Buhss, Wolf Butter, Johann Colden, Thomas Decker, Klaus Ebeling, Rike Eckermann, Sylvia Edelhoff, Peter Ensikat, Manfred Geißler, Andreas Gitzel, Sergej Gladkich, Armin Gröpler, Peter Hacks, Kerstin Heller, Dieter Hermann, Ronald Jopt, Wolfgang Hilbig, Helga Höhne, Klaus „Mozart“ Holtfreter, Peter Hübel, Christian Jädicke, Carlo Jordan, Manfred Kiedorf, Günter Kotte, Reinhard Kraetzer, Manfred Krug, Gudrun Landmesser, Kurt Naumann, Manfred Machlitt, Waltraud Meienreis, Jean-Pierre Morkerken, Kurt Mühle, Uli F. Mohr, Willi Paech, Hans-Jürgen Pabst, Karl Werner Plath, Klaus Renft, Viola Sandberg, Mideele Schade, Priska Schilling, Gerd Schönfeld, Rainer M. Schulz, Ingraban Dietmar Simon, Reiner Slotta, Anke Stahnke, Max Stock, Matthias Thalheim, Wolfgang Thierse, Bernd Tobel, Michael Voges, Jutta Voigt, Peter Voigt, Bastienne Voss, Peter Wawerzinek, Petra Wildenhahn, Gerd Zeuchner.
Im Jahr 1993 brachte Regina Gleim die gemeinsame Tochter Charlotte zur Welt. In diesem Jahr erwarb Klaus Breuing auch das Gebäude der ehemaligen Dorfschule im uckermärkischen Dorf Funkenhagen und veranstaltete dort in dem ausgebauten ehemaligen Kohlenschuppen, der später auch als Buswartestelle des Dorfes diente, von 1997 bis 2020 Puppentheater-Vorstellungen mit Stücken wie zum Beispiel: Räuber Hotzenklotz, Dornröschen und der Prinz Hinz von Pfefferminz, Kasper, Hänsel und Gretel oder Rotkäppchen, Madame Oh-là-là, der Wein und der Wolf.
Wegen Hauseigentümer-Wechsels erfolgte am 3. Mai 2003 in Berlin die Schließung des Cafés Lampion. Von da an war Funkenhagen der ständige Wohnsitz des freiberuflichen Puppenspielers. Klaus Breuing verstarb im Hospiz von Neustrelitz und wurde am 16. Oktober 2021 auf dem Friedhof in Funkenhagen beigesetzt.

## Schriften
- Schöner Besuch, Gedicht, in: Das Magazin, Heft 04/1979, Seite 22
- Lampion! - Anekdoten, Gedichte, Geschichten von Klaus Breuing, Herausgegeben von Matthias Thalheim, 148 Seiten, Neopubli GmbH Berlin 2016, ISBN 978-3-7418-2111-0.

## Filmografie
- Gix-Gax, Spiele für alle ab sechs, Autorin: Kerstin Haake, Moderator: Uwe Karpa, Musik: Thomas Natschinski, Fernsehen der DDR, 7. Dezember 1984
- Kiez Knaackstraße, Beitrag von Rasmus Gerlach, Ticket, SFB, 2. Februar 1995
- Prinz von Pfefferminz – Unterwegs mit einem Puppenspieler, Reportage von Angelika Kettelhack und Uli Gellermann, Kamera: Michael Lösche, ORB, 18. Juli 2000
- Lampion – C'est si bon, Dokumentarfilm von Günter Kotte, Kamera: Rainer M. Schulz, RBB, 13. Februar 2002
- Besuch im Puppentheater, Beitrag von Ulli Zelle, Heimatjournal, RBB, 15. Juli 2006
- Der Puppenspieler, Beitrag von Friederike Witthuhn, Nordmagazin; NDR, 31. August 2008
- Puppentheater Lampion, Beitrag von Martina Holling und Ralph Stolle, Heimatjournal, RBB, 23. Januar 2010
- Die Bühne auf dem Rücken, Beitrag von Kathrin Matern, Nordmagazin, NDR, 17. September 2014

## Hörfunk
- 1997: Mitwirkung in: „Bauern, Bonzen und Bomben“ – Hörspiel nach Hans Fallada, Rolle: Harms; Regie: Jürgen Dluzniewski, Mitteldeutscher Rundfunk, auch als Hörbuch erschienen, 5 CDs (345 Min.), Osterwold-Audio, Hamburg 2012, ISBN 978-3-86952-123-7.
- 2009: Die geschenkte Hand – Puppenspieler erzählen mit Klaus Breuing und Volkmar Funke, Hörfunkdokumentation, Manuskript und Regie: Matthias Thalheim, MDR